# Bonnie Pointer
Bonnie Pointer właśc. Patricia Eva Pointer (ur. 11 lipca 1950 w Oakland, zm. 8 czerwca 2020 w Los Angeles) – amerykańska piosenkarka, wokalistka zespołu The Pointer Sisters, sporadycznie aktorka.

## Biografia
Bonnie i najmłodsza siostra June zaczęły śpiewać razem w kościele Bożym West Oakland Church w Oakland w Kalifornii. Założyli The Pointers (inaczej zwany jako The Pair) w 1969 roku. Po tym, jak Anita dołączyła do duetu w tym samym roku, zmienili nazwę na The Pointer Sisters i nagrali kilka singli dla Atlantic Records w latach 1971–1972. W grudniu 1972 roku dołączyła do zespołu najstarsza siostra Ruth i wspólnie wydali swój debiutancki album jako The Pointer Sisters w 1973 roku. Ich debiutancki singiel „Yes We Can Can” został dużym przebojem. W latach 1973–1977 The Pointers nosili modę z lat 40. i śpiewali w stylu przypominającym The Andrews Sisters. Ich muzyka to R&B, funk, rock and roll, gospel, country i soul.
Anita i Bonnie napisały w 1974 roku przebojowy singiel „Fairytale”, która również stała się hitem Top 20 pop i zdobyła pierwszą nagrodę Grammy w kategorii Best Vocal duetu lub grupy Country. Podczas tej samej ceremonii Anita i Bonnie zostały również nominowane do nagrody Best Country Song. W 1977 roku Bonnie opuściła grupę, aby rozpocząć karierę solową. Pozostałe siostry kontynuowały wspólne działanie od późnych lat siedemdziesiątych do połowy lat osiemdziesiątych, a ich przełom nastąpił dzięki albumowi Break Out z 1983 roku. W 1978 roku Pointer podpisała kontrakt z Motown, a w tym samym roku wydała „Heaven Must Have Sent You”, który osiągnął 11. miejsce na liście Billboard Hot 100. Pointer wydała trzy solowe albumy, w tym dwa zatytułowane dla Motown, zanim odeszła ze studia.
Pointer pojawiła się w Soul Train 2 marca 1985 roku (sezon 14, odcinek 20). Nadal występowała i ponownie spotkała się ze swoimi siostrami dwa razy: kiedy grupa otrzymała gwiazdę na Hollywood Walk of Fame w 1994 roku i podczas występu w Las Vegas w 1996 roku śpiewając „Jump (for My Love)”. Na początku 2008 roku wyruszyła w europejską trasę koncertową i pracowała nad swoją autobiografią. Pointer wystąpiła w Trump Taj Mahal w Atlantic City w sobotę, 25 października 2008 roku. Pointer wystąpiła także w thrillerze romantycznym Montego Hellmana Droga donikąd w 2010 roku.

## Życie prywatne i śmierć
Pointer miała trzy siostry June, Anitę i Ruth z którymi współtworzyła zespół The Pointer Sisters, była raz zamężna i nie miała dzieci. W 1978 roku Pointer poślubiła producenta Motown Records Jeffreya Bowena. Według stanu na lipiec 2014 roku, po 10 latach separacji, Pointer złożyła wniosek o rozwód, który został sfinalizowany w 2016 roku. Bonnie Pointer zmarła z powodu zatrzymania akcji serca 8 czerwca 2020 roku w Los Angeles w Kalifornii.